# Шершень, Пётр Петрович
Пётр Петрович Шершень (бел. Пётр Пятровіч Шэршань; род. 15 июля 1949, Новосады, Щучинский район, Гродненская область, Белорусская ССР, СССР) — белорусский политический деятель, энергетик.

## Биография
Родился 15 июля 1949 года в деревне Новосады, Гродненская область в крестьянской семье. Окончил Белорусскую ордена Трудового Красного Знамени сельскохозяйственную академию по специальности «учёный-агроном», а также Минскую высшую партийную школу по специальности «политолог».
Свою трудовую деятельность начал на Желудокском ремзаводе «Сельхозтехника» (Гродненская область). Там он работал слесарем. После окончания сельхозакадемии работал главным агрономом колхоза «Салют» (Витебская область). В 23 года Шершеня выбрали председателем колхоза «Прожектор» (Лепельский район). В 1974 году его призвали в Вооружённые Силы Республики Беларусь. После окончания военной служб вернулся в колхоз и продолжил свою работу в качестве председателя. К тому моменту колхоз был не в самом лучшем состоянии. Однако Шершень справился с поставленными задачами по «возраждению» колхоза. За это он был назначен заместителем Председателя Лепельского районного исполнительного комитета. После окончания партийной школы был назначен Председателем Городокского районного исполнительного комитета, а затем первым секретарем Браславского райкома Коммунистической партии Белоруссии. В 1990 году был назначен заведующим отдела топлива Витебского областного исполнительного комитета. Впоследствии работал начальником производственного управления по топливу Витебского облисполкома, генеральным директором Витебского областного предприятия по топливу «Витебсктопливо», генеральным директором Витебского областного предприятия газового хозяйства «Витебскоблгаз». С 1996 года – генеральный директор производственного республиканского унитарного предприятия «Витебскоблгаз».
Избирался депутатом Лепельского районного Совета депутатов, Городского районного Совета депутатов, Витебского областного Совета депутатов, Браславского районного Совета депутатов.
Являлся членом Совета Республики Национального собрания Республики Беларусь III, IV и V созывов. Бывший Член Комиссии Парламентского Собрания Союза Белоруссии и России по вопросам экологии, природопользования и ликвидации последствий аварий.

## Награды и почётные звания
- Заслуженный энергетик Республики Беларусь (2015);
- Почётный гражданин городе Витебска[бел.] (2019);
- Почетный гражданин Чашникского района Витебской области;
- Почетный гражданин Браславского района Витебской области;
- Человек года Витебщины — 2010 (за высокое профессиональное мастерство, значительный вклад в газификацию Витебской области, обеспечение безаварийного и надежного газоснабжения потребителей) и 2018 (за активное участие в культурной и общественной жизни Витебской области, поддержку социально-культурных мероприятий, популяризацию народного искусства, создание высокопрофессиональных творческих коллективов)[3];
- Медаль «За сотрудничество»;
- Медаль «За трудовые заслуги»[бел.] (2006);
- Почётная грамота Совета министров Республики Беларусь[бел.];
- Почётная грамота Национального собрания Республики Беларусь[бел.];
- Почетная грамота Администрации Президента Республики Беларусь;
- Юбилейные медали[2];
- Медаль «МПА СНГ. 25 лет» (27 марта 2017 года, Межпарламентская ассамблея СНГ) — за заслуги в деле развития и укрепления парламентаризма, за вклад в развитие и совершенствование правовых основ функционирования Содружества Независимых Государств, укрепление международных связей и межпарламентского сотрудничества[4].